# Патронташ

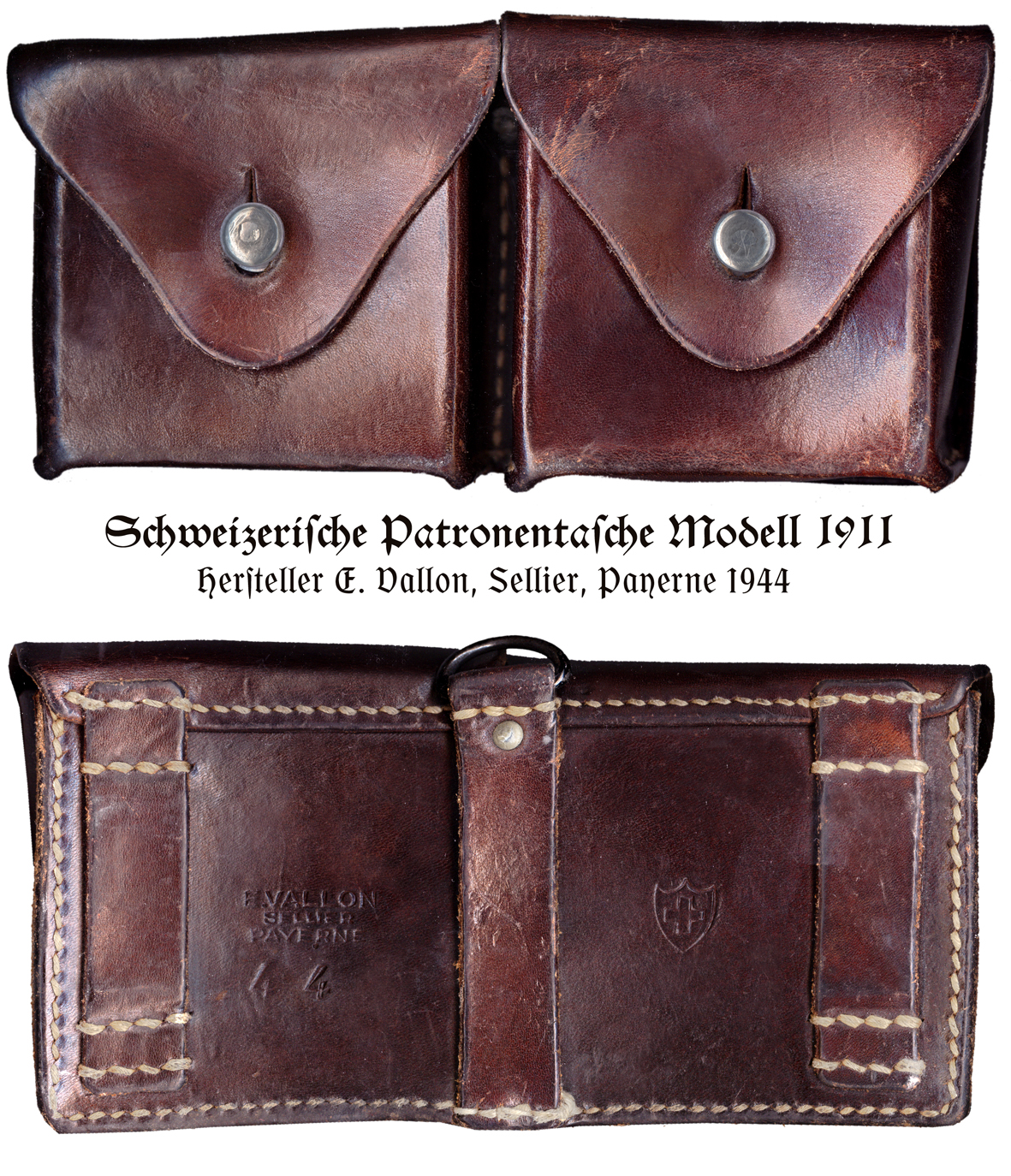
Швейцарський патронташ, модель 1911 року

Патронта́ш (нім. Patronentasche — «патронна сумка»), ладівни́ця, набі́йни́ця, заст. ладу́нка, ляду́нка, куле́чниця, тарапа́ть — спорядження для носіння патронів з окремими комірками для кожного з них. Пристосований для носіння на поясі або грудях стрільця, тобто в положенні, зручному для швидкого витягання патронів.
Спочатку був частиною військового спорядження (амуніції), використовувався до появи патронних сумок до магазинних гвинтівок. На теперішній час застосовується в основному, як предмет мисливського спорядження.